# Konstal 105Na
Консталь 105На (Konstal 105Na) — марка трамвая, производившегося в 1979—1992 годах предприятием Konstal в Хожуве. Узкоколейная версия обозначается 805На. Самый эксплуатируемый трамвай в Польше, также является самым массовым трамваем польского производства: произведено 2134 вагона.

## Конструкция
105Nа это односекционный, односторонний моторный вагон, оснащённый четырьмя дверьми.
Представляет собой конструктивное развитие трамвая Konstal 105N, в котором изменено размещение электрического оборудования, которое перенесли из-под лестниц в шкафчик на задней стенке кабины водителя, отделена кабина водителя от салона и убраны небольшие стёкла под лобовым и боковым стёклами кабины. В отношении эксплуатационных показателей самым важным изменением было введение в силовую схему вагона перегруппировки тяговых двигателей при пуске с последовательного на смешанное соединение, что позволило сократить расход электрической энергии на 12 %. Также был применён новый тип тележек. Изменению подверглись также кабели междувагонных соединений, что дало возможность формировать двух- и трёхвагонные поезда по СМЕ.
Во времени эксплуатации вагоны 105Na выпускались разными модификациями и подвергались модернизациям (в том числе модификации электрической системы, новые кабины, изменение механизма открывания дверей, а даже переделка вагона на двухстороннюю работу, например вагон 105NaDK в Познани). Также проводились модернизации вагонов типа 105N в 105Na.

## Эксплуатация
Вагоны 105Na эксплуатируются во всех польских городах, имеющих трамвайные системы, и являются самыми многочисленными. Чаще всего эксплуатируются двухвагонные поезда, а в Быдгоще, Эльблонге, Верхнесилезской Метрополии, Гданьске (с 29.01.2010), Грудёндзе, Щецине, Торуне и Варшаве также эксплуатируются и поодиночке. Во Вроцлаве курсировали одновагонные трамваи, но их переделали в склады. В Щецине и Лодзи в дни Всех Святых курсируют трёхвагонные поезда, а в Гданьске и Варшаве трёхвагонные поезда эксплуатируются постоянно. Во время ремонта трамвайных путей во Вроцлаве ездили челночные сцепки 105Na (вагоны были соединены хвостовыми частями). Также их пробовали пускать во время ремонта одного из виадуков в Варшаве. Из-за малой заинтересованности в постоянной эксплуатации они не прижились.

## Города эксплуатации
|         | Город                | Модификации | Число                               |
| ------- | -------------------- | ----------- | ----------------------------------- |
| Польша  | Быдгощ               | 805Na       | 117                                 |
| Польша  | Ченстохова           | 105Na       | 48                                  |
| Польша  | Эльблонг             | 805Na       | 21                                  |
| Польша  | Гданьск              | 105Na       | 177                                 |
| Польша  | Гожув Великопольский | 105Na       | 18                                  |
| Польша  | Силезские трамваи    | 105Na       | 299                                 |
| Польша  | Грудёндз             | 805Na       | 20                                  |
| Польша  | Краков               | 105Na       | 224                                 |
| Польша  | Лодзь                | 805Na       | 439                                 |
| Польша  | Познань              | 105Na       | 252                                 |
| Польша  | Щецин                | 105Na       | 173                                 |
| Польша  | Торунь               | 805Na       | 55                                  |
| Польша  | Варшава              | 105Na       | 561                                 |
| Польша  | Вроцлав              | 105Na       | 350                                 |
| Украина | Конотоп              | 105Na       | 23 (гуманитарная помощь от Варшавы) |